# Arne Dahl: Misterioso
Arne Dahl: Misterioso, es una película transmitida del 27 de diciembre al 28 de diciembre del 2012 y dirigida por Harald Hamrell. Es la primera entrega de la franquicia y forma parte de las películas de Arne Dahl.
Es una adaptación a la pantalla de la novela "Arne Dahl: Misterioso" del autor sueco Jan Arnald, quien en ocasiones firma bajo el seudónimo de "Arne Dahl" publicada en 1999.

## Historia
Cuando tres importantes financieros suecos son asesinados en tres noches consecutivas, la evidencia sugiere que los crímenes continuarán y que son hechos por un asesino en serie al que nombran "Fat Cat Killer", por lo que el mundo de las finanzas comienza a ser presa del pánico.
La policía pronto crea una Unidad Especial liderada por la detective del CID Jenny Hultin (quien originalmente era un hombre llamado Jan-Olov Hultin), quien escoge a los seis mejores detectives de policía de todo el mundo para formar el equipo conocido como "Grupo A", en el equipo se encuentra Paul Hjelm, quien es salvado de una audiencia disciplinaria en la que se encontraba por dispararle a un secuestrador que había dicho que se encontraba desarmado.
Bajo una enorme presión el equipo intenta resolver el caso con rapidez antes de que asesinen a más oficiales de finanzas, aunque dentro del grupo comienza a crearse tensiones y algunos ponen en riesgo sus vidas en peligro, pronto descubren que existe una relación entre los asesinados de los financieros con la mafia de Estonia y un ladrón muerto encontrado en un banco vacío y con un dardo en el ojo.

## Personajes

### Personajes principales
| Actor             | Personaje                      | Ocupación                                              |
| ----------------- | ------------------------------ | ------------------------------------------------------ |
| Shanti Roney      | Paul Hjelm                     | Detective de la Unidad Especial "Grupo A"              |
| Matias Varela     | Jorge Chavez                   | Detective de la Unidad Especial "Grupo A"              |
| Malin Arvidsson   | Kerstin Holm                   | Detective de la Unidad Especial "Grupo A"              |
| Magnus Samuelsson | Gunnar Nyberg                  | Detective de la Unidad Especial "Grupo A"              |
| Claes Ljungmark   | Viggo Norlander                | Detective de la Unidad Especial "Grupo A"              |
| Niklas Åkerfelt   | Arto Söderstedt                | Detective de la Unidad Especial "Grupo A" / ex-Abogado |
| Irene Lindh       | Jenny Hultin / Jan-Olov Hultin | Inspectora en Jefe de la Unidad / Detective del CID    |

### Personajes secundarios
| Actor               | Personaje             | Ocupación                  | Notas     |
| ------------------- | --------------------- | -------------------------- | --------- |
| Mats Blomgren       | Dan Mörner            | -                          | -         |
| Claes Hartelius     | Brynolf Svenhagen     | -                          | -         |
| Nikolai Bentsler    | Alexander Brjusov     | -                          | -         |
| Frida Hallgren      | Cilla Hjelm           | -                          | -         |
| Ebba Ribbing        | Tova Hjelm            | -                          | -         |
| Bisse Unger         | Danne Hjelm           | -                          | -         |
| Pontus Gustafsson   | Jakob Lidner          | -                          | -         |
| Mait Malmsten       | Jüri Mikojan          | -                          | -         |
| Kristjan Sarv       | Nikolaj Mikojan       | -                          | -         |
| Sten Zupping        | Arvo Hellat           | -                          | -         |
| Oskar Thunberg      | Niklas Grundström     | -                          | (Parte 1) |
| Björn Andersson     | Rickard Franzén       | -                          | (Parte 1) |
| Anders Beckman      | Kuno Daggfelt         | -                          | (Parte 1) |
| Anna von Rosen      | Nini Daggfelt         | -                          | (Parte 1) |
| Suzanna Dilber      | Veronica Mårtensson   | -                          | (Parte 1) |
| Magnus Ehrner       | Nils-Emil Carlberg    | -                          | (Parte 1) |
| Per Holmberg        | Unkas Storm           | -                          | (Parte 1) |
| Karl Linnertorp     | Gusten Bergström      | -                          | (Parte 1) |
| Lena Mossegård      | Johanna Nilsson       | -                          | (Parte 1) |
| Rein Oja            | Kalju Laikmaa         | Jefe de Policía de Estonia | (Parte 1) |
| Robert Panzenböck   | Clöfwenhielm          | -                          | (Parte 1) |
| Richard Sseruwagi   | Kimbareta Makanga     | -                          | (Parte 1) |
| Wladimir Tschernich | Boris Burgovitj       | -                          | (Parte 1) |
| Jan Waldekranz      | Bernhard Strand-Julén | -                          | (Parte 1) |
| Lars Dejert         | Ruben Winge           | -                          | (Parte 2) |
| Jan-Erik Emretsson  | Anton                 | -                          | (Parte 2) |
| Dick Eriksson       | Enar Brandberg        | -                          | (Parte 2) |
| Kim Jansson         | Helena Brandberg      | -                          | (Parte 2) |
| John Axel Eriksson  | Roger Hackzell        | -                          | (Parte 2) |
| Mathias Lithner     | Jonas Wrede           | -                          | (Parte 2) |
| Juan Rodríguez      | Alberto               | -                          | (Parte 2) |
| Anna Rothlin        | Hjernberg             | -                          | (Parte 2) |
| Hanna Schön         | Birgitta              | -                          | (Parte 2) |
| Angela Wannbäck     | Axelsson              | Vecina                     | (Parte 2) |
| Tom Norestahl       | -                     | Novio de Helena            | (Parte 2) |
| Pia Halvorsen       | Lena Lundberg         | -                          | -         |
| Richard Turpin      | Göran Andersson       | -                          | -         |
| Sofia Berg-Böhm     | -                     | Doctora                    | (Parte 1) |
| Henrik Kvarnlöt     | -                     | Oficial de Policía         | -         |
| Claes Elfsberg      | -                     | Presentador                | -         |
| Staffan Kihlbom     | -                     | Oficial de Policía         | (Parte 1) |
| Andreas Björklund   | -                     | Reportero                  | (Parte 1) |
| César Sarachu       | Aram Razai            | Limpiador                  | -         |

## Premios y nominaciones
| Año  | Categoría                   | Premio       | Nominado              | Resultado |
| ---- | --------------------------- | ------------ | --------------------- | --------- |
| 2013 | Best International TV Drama | Dagger Award | Arne Dahl: Misterioso | Nominado  |

## Producción
La película fue dirigida por Harald Hamrell, y escrita por Cilla Börjlind y Rolf Börjlind (en el guion), basadas en las exitosas novelas de Arne Dahl.
Producida por Martin Cronström y Ulf Synnerholm, en colaboración con los productores ejecutivos Klaus Bassiner, Lars Blomgren, Gunnar Carlsson, Wolfgang Feindt, Lena Haugaard, Lone Korslund, Åke Lundström, Peter Nadermann y Henrik Zein, con el apoyo de la productora asociada Sigrid Strohmann y el productor en la posproducción Peter Bengtsson.
La música estuvo a cargo de Niko Röhlcke, mientras que la cinematografía en manos de Trolle Davidson y la edición fue realizada por Kristin Grundström, Rickard Krantz y Michal Leszczylowski.
Filmada en Kvarnholmen, Nacka, Estocolmo, en Suecia (en donde Gunnar Nyberg encuentra a Unkas Storm) y en Tallin, Estonia (las escenas de Estonia).
La película fue transmitida del 27 de diciembre del 2012 hasta el 28 de diciembre del mismo año, con una duración de 2 horas con 58 minutos.
Las compañías que participaron en la producción fueron "Filmlance International AB", "Sveriges Television (SVT)", "Zweites Deutsches Fernsehen (ZDF)", "ZDF Enterprises", "Filmregion Stockholm Mälardalen", "Nordisk Film Production", "Yleisradio (YLE)", "Norsk TV2 AS" y "MEDIA Programme of the European Union", mientras que en el 2011 la distribución estuvo a cargo de "Sveriges Television (SVT)" en televisión y en el 2012 por "Nordisk Film" en DVD en Suecia, en 2011 por "Yleisradio (YLE)" por televisión en Finlandia, en los Países Bajos por "Lumière Home Entertainment" y "Edel Media & Entertainment" en DVD y en "Film1" en versión limitada en el 2012, y finalmente a través de "AXN Mystery" en Japón por televisión. Otras compañías que participaron fue "Panorama film & teatereffekter" (en los efectos especiales).

### Emisión en otros países
| País         | Título                     | Fecha de Estreno                                            |
| ------------ | -------------------------- | ----------------------------------------------------------- |
| Alemania     | -                          | 28 de marzo de 2013 (parte 1) 30 de marzo de 2013 (parte 2) |
| Finlandia    | Arne Dahl: Pudotuspeli     | 25 de diciembre de 2011                                     |
| Japón        | -                          | 12 de enero de 2013                                         |
| Países Bajos | -                          | 5 de junio de 2012 (estreno en DVD)                         |
| Reino Unido  | Arne Dahl: The Blinded Man | 6 de abril de 2013                                          |